# ASL Airlines France
ASL Airlines France ist eine französische Fluggesellschaft mit Sitz in Paris und Basis auf dem Flughafen Paris-Charles-de-Gaulle. Sie ist eine Tochtergesellschaft der ASL Aviation Group.

## Geschichte
ASL Airlines France wurde 1991 als Intercargo Service gegründet und nahm im selben Jahr den Flugbetrieb auf. Eigentümer war La Poste, für die die Gesellschaft nachts Post- und Frachtflüge durchführt, während sie tagsüber im Linien- und Charterdienst beispielsweise für Reiseveranstalter oder anderer Fluggesellschaften operiert. Bis 2015 firmierte sie unter dem Namen Europe Airpost.
Seit dem 2. Juli 2018 verbindet ASL als erste Fluggesellschaft den französischen Flughafen St. Pierre in Saint-Pierre und Miquelon vor der Küste Kanadas im Sommer wöchentlich nonstop mit dem Flughafen Paris-Charles-de-Gaulle.

## Flotte

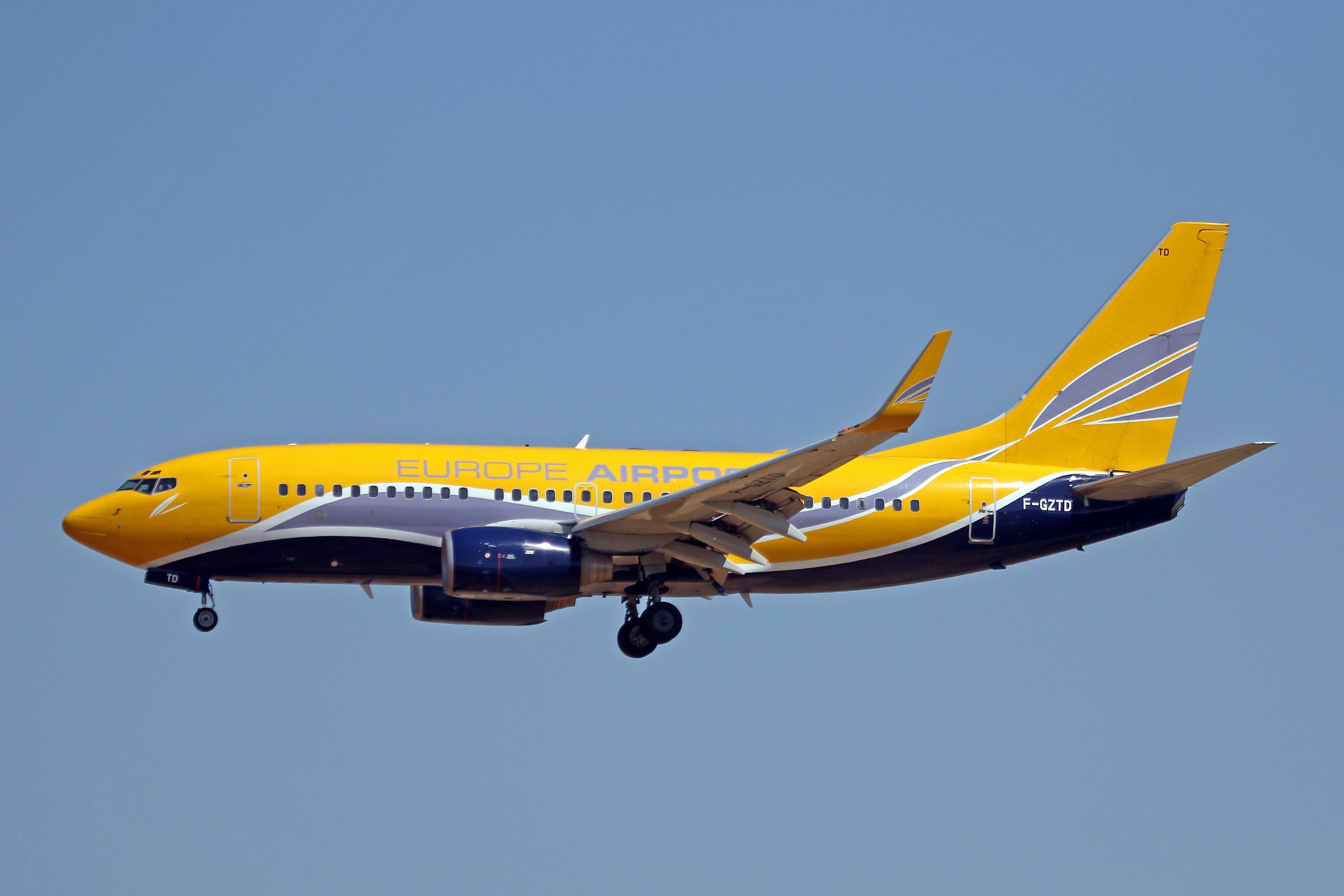
Boeing 737-700 der ehemaligen Europe Airpost

### Aktuelle Flotte
Mit Stand April 2025 besteht die Flotte der ASL Airlines France aus 19 Flugzeugen mit einem Durchschnittsalter von 23,3 Jahren:
| Flugzeugtyp       | Anzahl | bestellt | Anmerkungen                                       | Sitzplätze | Durchschnittsalter |
| ----------------- | ------ | -------- | ------------------------------------------------- | ---------- | ------------------ |
| Boeing 737-300QC  | 02     |          | je eine inaktiv; Frachtflugzeuge                  | 147        | 26,9 Jahre         |
| Boeing 737-400SF  | 03     |          | je eine inaktiv; Frachtflugzeuge                  | –          | 33,5 Jahre         |
| Boeing 737-700    | 01     |          | mit Winglets ausgestattet                         | 149        | 18,4 Jahre         |
| Boeing 737-800    | 05     |          | mit Winglets ausgestattet                         | 189        | 20,8 Jahre         |
| Boeing 737-800BCF | 08     |          | Frachtflugzeuge; zwei betrieben für FedEx Express | –          | 20,8 Jahre         |
| Gesamt            | 19     | -        |                                                   |            | 23,3 Jahre         |

### Aktuelle Sonderbemalungen
| Flugzeugtyp    | Luftfahrzeugkennzeichen | Bemalung               | Zeitraum       | Bild |
| -------------- | ----------------------- | ---------------------- | -------------- | --- |
| Boeing 737-800 | F-GZHS                  | „LNB Official Airline“ | seit März 2025 | Bild gesucht Die Wikipedia wünscht sich an dieser Stelle ein Bild. Falls du dabei helfen möchtest, erklärt die Anleitung , wie das geht. |

## Ehemalige Flugzeugtypen
Früher setzte Intercargo Service/ASL Airlines France auch Flugzeuge folgender Typen ein:
- Airbus A300
- Boeing 727-200
- ATR 72
- Boeing 737-300(SF)